# Vagusni živec
Vágusni žívec ali klátež (tudi žargonsko vagus; latinsko nervus vagus) je deseti možganski živec in je glavni živec parasimpatičnega živčevja. Pomemben je pri uravnavanju delovanja skorajda vseh notranjih organov. Ime je dobil zaradi svoje razprostranjenosti po telesu.
Poleg vegetativnih nevronov, ki oživčuje organe prsnega koša in trebušne votline, vsebuje vagusni živec tudi somatske nevrone (motorično nitje), ki oživčujejo grlo, žrelo in požiralnik ter senzorično nitje, ki oživčuje kožo zunanjega sluhovoda, gustatorne kemoreceptorje v korenu jezika ter sluznico žrela in grla.